# آرام آچکباشیان
آرام آچکباشیان (ارمنی: Արամ Աչըքպաշյան؛ زاده ۱۸۶۷ - درگذشته ۱۹۱۵) سیاست‌مدار ارمنی‌تبار اهل امپراتوری عثمانی بود. آچکباشیان در سال ۱۸۸۶ از دانشکده حقوق دانشگاه استانبول فارغ‌التحصیل شد. در سال ۱۸۸۹ وی توسط هامبارتسوم بویاجیان به اعضای کمیته هنچاکیان معرفی شد. وی در سال ۱۹۰۳ به عضویت کمیته مرکزی حزب سوسیال دموکرات هنچاکیان درآمد. وی در جریان نسل‌کشی ارمنی‌ها توسط حکومت ترکان جوان عثمانی کشته شد.